# Míškovice
Míškovice là một làng thuộc huyện Kroměříž, vùng Zlínský, Cộng hòa Séc.